# Congregación Armadillo
Congregación Armadillo är en ort i Mexiko.   Den ligger i kommunen Tempoal och delstaten Veracruz, i den sydöstra delen av landet, 240 km norr om huvudstaden Mexico City. Congregación Armadillo ligger 152 meter över havet och antalet invånare är 198.
Terrängen runt Congregación Armadillo är huvudsakligen platt. Congregación Armadillo ligger uppe på en höjd. Runt Congregación Armadillo är det ganska tätbefolkat, med 72 invånare per kvadratkilometer. Närmaste större samhälle är Tantoyuca, 18,3 km sydost om Congregación Armadillo. Omgivningarna runt Congregación Armadillo är en mosaik av jordbruksmark och naturlig växtlighet.